# Nilivaara kyrka

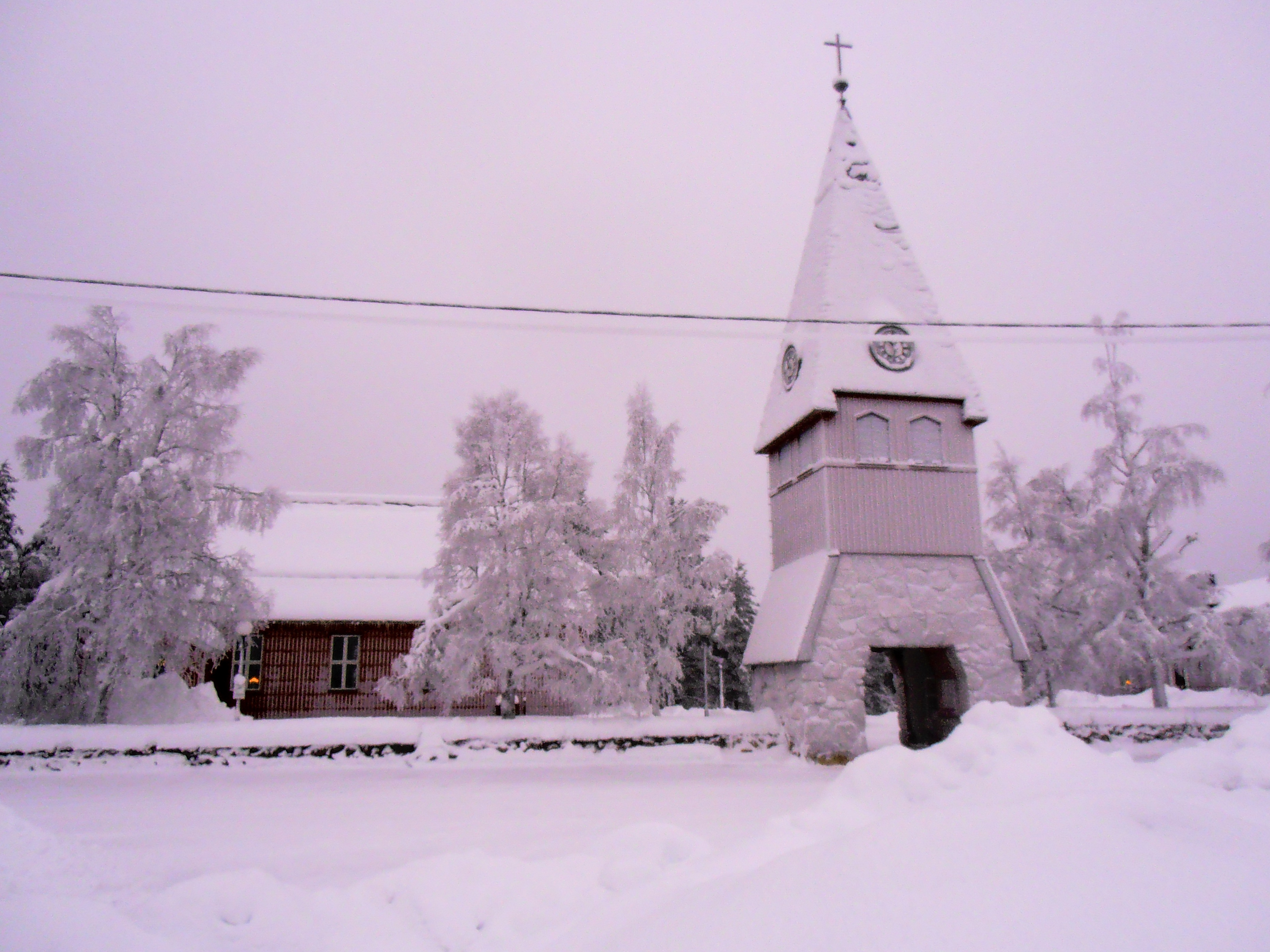
Nilivaara kyrka i december 2015.

Nilivaara kyrka är en kyrkobyggnad i Nilivaara. Den tillhör Gällivare församling i Luleå stift. Kyrkan var församlingskyrka i förutvarande Nilivaara församling 1962–2009.

## Kyrkobyggnad
Kyrkan är byggd i trä (träkyrka) och har inget torn. Det invändiga koret är smalare än huvudkroppen på kyrkan, som uppfördes 1944-1945 efter ritningar av Knut Nordenskjöld.

## Orgel
- 1945 bygger Grönlunds Orgelfabrik, Notviken en pneumatisk orgel med 4 stämmor. Den flyttades senare till Gellivare församlingsgård.

| Manual        |
| Gedackt 8’    |
| Blockflöjt 4' |
| Principal 2'  |
| Scharf II     |

- Den nuvarande orgeln är byggd 1970 av Grönlunds Orgelbyggeri, Gammelstad och är en mekanisk orgel. Den har delade register i manualen.

| Manual            | Pedal      | Koppel  |
| Gedackt 8'        | Subbas 16' | Man/Ped |
| Principal 4'      |            |         |
| Rörflöjt 4'       |            |         |
| Waldflöjt 2'      |            |         |
| Cymbel II         |            |         |
| Crescendosvällare |            |         |